# 줄 발열

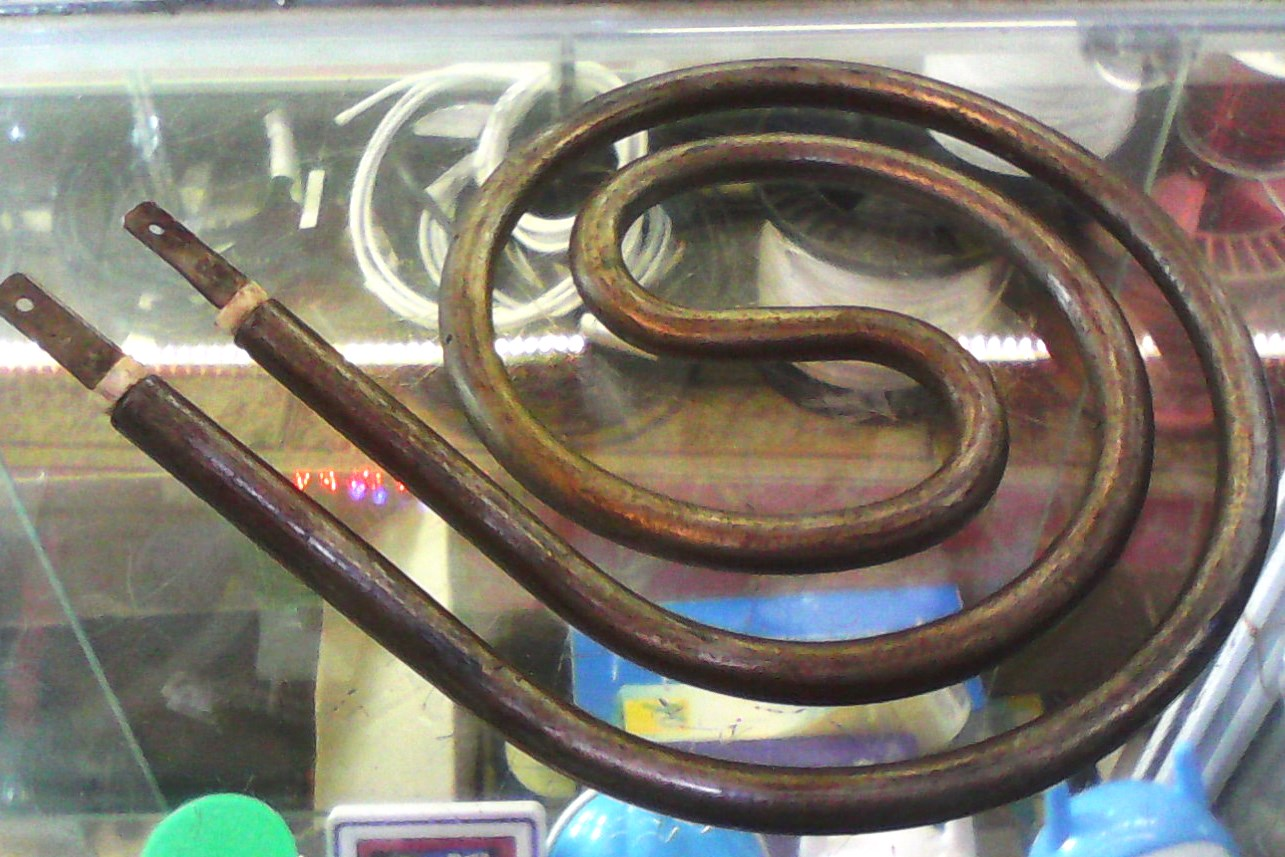

줄 발열(영어: Joule heating, 옴 발열, 저항적 발열)은 도체에 전류가 흐름으로 인해 열이 발생하는 과정을 말한다.
줄 발열은 1841년 제임스 프레스콧 줄이 처음 연구하였다. 줄은 일정량의 물에 일정길이의 전선을 담근 후 30분 동안 일정전류를 흘려 보내고, 물의 상승온도를 측정하였다. 전류의 양과 전선의 길이를 다양하게 실험한 결과, 발생한 열은 전류의 제곱과 전선의 전기저항의 곱에 비례함을 추론했다. 이러한 관계를 우리는 줄의 제 1법칙 이라고 부른다.
줄 발열은 전류를 이루고 있는 이동 입자(전자)와 도체를 구성하고 있는 원자 이온 사이의 상호작용에 의해 발생된다. 전자 회로 내에서 극성이 부여된 입자들은 전기장에 의해 가속되지만, 이온들과 충돌할 때마다 운동에너지를 잃게 되고 반대로 이온의 에너지는 증가한다. 이러한 과정을 통해 이온의 운동에너지 또는 진동에너지가 증가하게 되면 그것이 열로 나타나고 도체의 온도가 높아지는 것이다.
줄 발열은 초전도 물질을 통해 최소화 될 수 있다.

## 같이 보기
- 줄의 법칙